# Прапор Вишневого
Прапор міста Вишневе є офіційним атрибутом (символом) міського самоврядування міста Вишневе.
Прапор було затверджено рішенням ХХ сесії VII скликання № 1-01/ХХ7-6 від 25.04.2017 року
Він являє собою прямокутне полотнище зі співвідношеннями сторін 3:4. Поле полотнища складається з вертикальних смуг — вишневої, білої та вишневої (співвідношення їх по горизонталі рівне 7:1:7, або 7/22+10/22+7/22 частин довжини прапора).
Кольори смуг повторюють основні кольори герба. Вишневий колір нагадує про витоки назви міста і відноситься до кольору багряно-пурпурового.
В геральдичній традиції це має передавати знак вищої гідності, силу, могутність, благородство, благочестя, помірність, щедрість і покровительство. На середній білій смузі прапора в центрі розміщено герб міста Вишневе. Білий або срібний колір в геральдиці — це чистота і гармонія, невинність, щирість і правдивість, це символ світу, миру і взаємодопомоги. В гербі і на прапорі м. Вишневе білий колір також підкреслює колір квітки вишні. На звороті прапора — його дзеркальне відображення.